# Colebrook Township (Ohio)
Colebrook Township ist eines von 27 Townships des Ashtabula Countys im US-Bundesstaat Ohio. Nach der Volkszählung im Jahr 2000 waren hier 887 Einwohner registriert.

## Geografie
Colebrook Township liegt im Süden des Ashtabula Countys im äußersten Nordosten von Ohio und grenzt im Uhrzeigersinn an die Townships: New Lyme Township, Cherry Valley Township, Wayne Township, im Trumbull County die Townships Gustavus Township, Green Township und Bloomfield Township, Orwell Township und Rome Township.

## Verwaltung
Das Township wird durch ein Board of Trustees, bestehend aus drei gewählten Mitgliedern, verwaltet. Zwei Personen werden jeweils im Jahr nach der Präsidentschaftswahl gewählt und eine jeweils im Jahr davor. Die Amtszeit dauert in der Regel vier Jahre und beginnt jeweils am 1. Januar. Daneben gibt es noch einen Township Clerk (Schriftführer), der ebenfalls im Jahr vor der Präsidentschaftswahl auf eine vierjährige Amtszeit gewählt wird. Dessen Amtszeit beginnt jeweils am 1. April.